# نجف‌آباد (سنقر)
نجف‌آباد (سنقر)، روستایی از توابع بخش مرکزی شهرستان سنقر در استان کرمانشاه ایران است.
این روستا در سال ۱۳۹۵ در کاسه سد مخزنی ولایت (جامیشان) غرقاب شد.
تمام زمین های آبی نجف آباد به تملک آب منطقه ای کرمانشاه درآمد و منازل روستا هم کامل تخریب و آوار برداری شد.
روستای نجف آباد از طایفه های . یاوری . افشاریان . احمدی. سلطانی . فرجپور . حیدریان . و علیمحمدی تشکیل شده بود.
بیشتر اهالی روستا بعد از کوچ اجباری در شهرستان های تهران . کرج . کرمانشاه . سنقر ساکن شدند
بنیاد مسکن و اهالی روستا به دنبال ساخت شهرک جدید هستند که به بعد از آن مهاجرت معکوس از شهرها به روستا و شهرک خواهد شد
این روستا کانال تلگرامی و پیج اینستاگرام خبری مخصوص دارد که توسط خبرنگار بومی روستا فرشاد یاوری اداره می شود

## جمعیت
این روستا در دهستان سرآب قرار دارد و براساس سرشماری مرکز آمار ایران در سال ۱۳۸۵، جمعیت آن ۱۶۴ نفر (۴۴خانوار) بوده‌است.